# Autorun.inf
Autorun.inf – plik tekstowy umieszczany w głównym katalogu pamięci masowej, zwłaszcza nośnika wymiennego jak dysk optyczny czy pamięć USB, umożliwiający automatyczne uruchomienie programu znajdującego się na nośniku. Zawiera informacje o tym, który plik ma być otwarty, która ikona ma zostać przypisana w miejsce systemowego obrazka, itp. Za obsługę pliku Autorun.inf w systemach Windows 95 i nowszych odpowiedzialny jest podsystem Autorun Extension Eksploratora Windows.

## Znaczenie poszczególnych wpisów w pliku Autorun.inf
| [autorun]                     | Nagłówek |
| ----------------------------- | --- |
| open=program.exe              | program, który uruchomi się przy włożeniu płyty (może być również: open=\katalog1\program.exe – czyli otwarcie programu z katalogu) |
| open=start index.html         | dzięki dodaniu po znaku równości start, możemy uruchamiać również inne pliki z polecenia open niż pliki wykonywalne |
| shellexecute=index.html       | polecenie to jest dostępne od Windows 2000; w tym przypadku uruchomi plik zapisany na płycie w domyślnym programie |
| icon=ikona.ico                | plik ikony (będący zwykle w głównym katalogu płyty), która ma zastąpić domyślną ikonę napędu CD/DVD (można również użyć komendy icon=Plik.exe gdy plik exe posiada własną ikonę. Wtedy automatycznie zostanie użyta, jak w przypadku ikona.ico) |
| label=etykieta                | etykieta, pod jaką będzie widoczna płyta CD/DVD |
| shell\abc=Uruchom &kalkulator | nazwa 1. pozycji, która zostaje dodana do menu kontekstowego („k” jest klawiszem skrótu); część abc jest tylko identyfikatorem; można w ten sposób dodać więcej opcji pod warunkiem, że mają różne identyfikatory.                              |
| shell\abc\command=calc.exe    | aplikacja, która zostanie otwarta po wybraniu 1. pozycji z menu kontekstowego |
| shell=abc                     | pozycja o identyfikatorze abc jest domyślna – zostanie uruchomiona po podwójnym kliknięciu ikony napędu |
| name=nazwa                    | nadaje nazwę plikowi |
| action=opis                   | nadaje opis nośnikowi, widoczny po przytrzymaniu kursora nad nazwą nośnika |

## Przykładowy plik Autorun.inf
```
[autorun]

open
=
program.exe

icon
=
ikona.ico

label
=
Moja płytka

shell\pierwszy
 
=
 
&Uruchom Kalkulator

shell\pierwszy\command
 
=
 
calc.exe

shell
 
=
 
pierwszy

shell\drugi
 
=
 
Zobac&z bitmapę
 

shell\drugi\command
 
=
 
start bitmapa.bmp
 

shell\trzeci
 
=
 
Otwórz dokument HTML

shell\trzeci\command
 
=
 
notepad index.html

action
=
Opis płyty.

```

## Szybka blokada usługi autorun
Aby nie pozwolić systemowi z rodziny Windows na przetwarzanie pliku autorun, należy po włożeniu płyty przytrzymać klawisz ⇧ Shift.

## Wycofanie
Ze względu na łatwość uruchamiania szkodliwego oprogramowania i przenoszenia go pomiędzy komputerami, funkcja ta została usunięta z systemu Windows XP, Windows Vista, Windows 7, Windows 8, Windows 10 i Windows 11.